# Pellicieraceae
Pellicieraceae is een botanische naam, voor een familie van tweezaadlobbige planten. Een familie onder deze naam wordt de laatste decennia met een zekere regelmaat erkend door systemen voor plantentaxonomie.
Het APG-systeem (1998) erkende de familie zonder meer. In het APG II-systeem (2003) wordt de mogelijkheid geboden deze familie te erkennen, maar de betreffende planten mogen ook worden ingedeeld in de familie Tetrameristaceae. De Angiosperm Phylogeny Website [16 november 2007] erkent deze familie niet maar voegt deze planten in bij de Tetrameristaceae.
Indien erkend gaat het om een heel kleine familie van één soort (of misschien twee soorten) bomen in Midden-Amerika.
In het Cronquist systeem (1981) is de plaatsing van deze familie in een orde Theales.